# サム・ナイツ
「サム・ナイツ」（Some Nights）は、アメリカ合衆国のポップ・ロック・バンドであるFUN.の楽曲。2012年2月21日に発売された2作目のスタジオ・アルバム『サム・ナイツ 〜蒼い夜〜』の表題曲で、6月4日にアルバムからの第2弾シングルとして発売された。作詞作曲はジャック・アントノフ、ジェフ・バスカー、アンドリュー・ドスト、ネイト・ルイスの共作で、プロデュースはバスカーが手がけた。
アメリカ合衆国の『ビルボード』誌のHot 100では最高位3位、Hot Rock & Alternative Songsでは第1位を獲得。このほかイギリス、ニュージーランド、カナダなどの複数の国のシングルチャートでトップ10入りを記録した。

## 歌詞と曲の構成
「サム・ナイツ」の曲のキーはCメジャーで、テンポは108BPM。歌詞は故郷から遠く離れた地にいる若い主人公の実存的不安を表現したものとなっている。楽曲および同名のアルバムのタイトルはリード・ボーカルのネイト・ルイスがスコットランドでのツアー中に思いついたもので、タイトルをもとに楽曲が作られた。ルイスはAP通信のメスフィン・フェカドゥに「僕はいつも『自分が何者でなぜそんなことをしたのか』ということを考えている。それは家族を思い起こさせるものだと思う。家族とは強い絆で結ばれていて、家族について歌うことはいつも心を落ち着かせるんだ」と説明している。
ルイスは『ビルボード』誌の取材で、ポール・サイモンが1986年に発売したアルバム『グレイスランド』からの影響について言及している。

## 評価
『ガーディアン』紙のデイヴ・シンプソンは、本作におけるルイスのボーカルをフレディ・マーキュリーにたとえ、歌詞について「面白くて、誠実であり妙に心に響く」と評した。
アルバム『サム・ナイツ 〜蒼い夜〜』のレビューを手がけた『エンターテインメント・ウィークリー』のレイ・ラーマンは、アルバムの前半を「優れている」とし、本作と「伝説のヤングマン〜ウィー・アー・ヤング〜」の2曲を「最高の曲」として挙げた。
『ローリング・ストーン』誌は、「2012年におけるベスト・ソング50」の第11位に本作を挙げた。
また、本作は以下の賞にノミネートした。
| 年   | 賞                                                 | カテゴリ                                                    | 結果       | 注     |
| ---- | -------------------------------------------------- | ----------------------------------------------------------- | ---------- | ------ |
| 2013 | ビルボード・ミュージック・アワード                 | トップ・Hot 100・ソング賞                                   | ノミネート | [ 14 ] |
| 2013 | ビルボード・ミュージック・アワード                 | トップ・ロック・ソング賞                                    | ノミネート | [ 14 ] |
| 2013 | ビルボード・ミュージック・アワード                 | トップ・ストリーミング・ソング（オーディオ）賞              | ノミネート | [ 14 ] |
| 2013 | インターナショナル・ダンス・ミュージック・アワード | 最優秀オルタナティヴ/インディー・ロック・ダンス・トラック賞 | ノミネート | [ 15 ] |
| 2013 | マッチミュージック・ビデオ・アワーズ               | 最優秀グループビデオ賞（国際部門）                          | ノミネート | [ 16 ] |

## チャート成績
「サム・ナイツ」は、2012年3月10日の週のBillboard Hot 100で初登場62位を記録し、同年9月29日の週の同チャートで最高位3位を記録した。同年度の年間チャートでは第14位を記録した。またアメリカ以外にもカナダ、アイルランド、オーストリア、イタリア、ベルギー、イギリスのシングルチャートでトップ10位入りを記録し、オーストラリア、ニュージーランドのシングルチャートでは第1位を獲得した（詳細は後述を参照）。
2014年3月時点で、アメリカ国内での売上数が500万を超えている。

## プロモーション
2012年6月4日、アンソニー・マンドラーが監督を務めた「サム・ナイツ」のミュージック・ビデオが公開された。ミュージック・ビデオは、南北戦争の軍隊が闘っている中でメンバーが演奏するというもの。同月20日にミュージック・ビデオの舞台裏映像が公開された。
本作は『コルベア・レポー』、『レイト・ナイト・ウィズ・ジミー・ファロン』、『サタデー・ナイト・ライブ』などのテレビ番組で披露された。

## シングル収録曲
| #         | タイトル                                                                         | 作詞・作曲                                                                | 時間 |
| --------- | -------------------------------------------------------------------------------- | ------------------------------------------------------------------------- | ---- |
| 1.        | 「サム・ナイツ（クリーン・ラジオ・エディット）」(Some Nights (Clean Radio Edit)) | ネイト・ルイス アンドリュー・ドスト ジャック・アントノフ ジェフ・バスカー | 3:59 |
| 合計時間: | 合計時間:                                                                        | 合計時間:                                                                 | 3:59 |

| #         | タイトル | 作詞・作曲                                                                | 時間 |
| --------- | --- | ------------------------------------------------------------------------- | ---- |
| 1.        | 「サム・ナイツ（アルバム・ヴァージョン）」(Some Nights (Album Version)) | ネイト・ルイス アンドリュー・ドスト ジャック・アントノフ ジェフ・バスカー | 4:37 |
| 2.        | 「アット・リースト・アイム・ノット・アズ・サッド（アズ・アイ・ユースト・トゥー・ビー）（アルバム・ヴァージョン）」(At Least I'm Not as Sad (As I Used to Be) (Album Version)) | ネイト・ルイス アンドリュー・ドスト ジャック・アントノフ サム・ミーンズ   | 4:06 |
| 合計時間: | 合計時間: | 合計時間:                                                                 | 8:43 |

## クレジット
※出典
FUN.
- ネイト・ルイス – リード・ボーカル、作詞作曲
- アンドリュー・ドスト – バックグラウンド・ボーカル、キーボード、ピアノ、ベース、作詞作曲
- ジャック・アントノフ – ドラム、バックグラウンド・ボーカル、ギター、作詞作曲

外部ミュージシャン
- ジェフ・バスカー – 作詞作曲、キーボード、バックグラウンド・ボーカル、プログラミング、プロデューサー、ミキシング
- JoiStaRR – バックグラウンド・ボーカル
- パット・レイノルズ – プログラミング
- アンドリュー・ドーソン – エンジニア
- ノア・ゴールドステイン – サポート・エンジニア
- ビート・ビショッフ – サポート・エンジニア
- パヴェル・セック – アシスタント・エンジニア（ミキシング）
- クリス・ゲーリンジャー – マスタリング

## 楽曲の使用例
テレビ番組
- ハリーズ・ロー 裏通り法律事務所 第2シーズン22話「さよならは歌に乗せて」（2012年5月27日）
- 格差恋愛 シークレット・ミリオネア（2018年）※スポット映像のみ

映画
- シュガー・ラッシュ（2012年）※予告編のみ

CM
- サウスウエスト航空（2013年）
- トヨタ自動車「スペイド」（2013年）※日本のみ

## カバー・バージョン
- グリー・キャスト – 2012年に放送されたテレビドラマ『glee/グリー』第4シーズン7話「ウォブラーズの陰謀」（原題: Dynamic Duets）で歌唱[36]。
- ヴィクトリア・ジャスティス – 2013年に公式YouTubeチャンネルでカバー動画を公開[37][38]。
- ストレート・ノー・チェイサー – 2013年に発売されたアルバム『Under the Influence』で「伝説のヤングマン〜ウィー・アー・ヤング〜」とマッシュアップしてカバー[39]。

## チャート

### 週間チャート
| チャート (2012年 - 2013年)                  | 最高位 |
| ------------------------------------------- | ------ |
| オーストラリア (ARIA)                       | 1      |
| オーストリア (Ö3 Austria Top 40)            | 6      |
| ベルギー (Ultratop 50 Flanders)             | 42     |
| ベルギー (Ultratop 50 Wallonia)             | 37     |
| カナダ (Canadian Hot 100)                   | 4      |
| カナダ AC (Billboard)                       | 5      |
| カナダ CHR/Top 40 (Billboard)               | 7      |
| カナダ Hot AC (Billboard)                   | 2      |
| カナダ ロック (Billboard)                   | 18     |
| チェコ (Rádio – Top 100)                    | 6      |
| デンマーク (Tracklisten)                    | 12     |
| Euro Digital Song Sales (Billboard)         | 8      |
| フィンランド (Suomen virallinen lista)      | 11     |
| フランス (SNEP)                             | 37     |
| ドイツ (GfK Entertainment charts)           | 25     |
| アイルランド (IRMA)                         | 6      |
| イタリア (FIMI)                             | 9      |
| 日本 (Japan Hot 100)                        | 69     |
| Japan Hot Overseas (Billboard JAPAN)        | 18     |
| Mexico Ingles Airplay (Billboard)           | 1      |
| オランダ (Dutch Top 40)                     | 9      |
| オランダ (Single Top 100)                   | 14     |
| ニュージーランド (Recorded Music NZ)        | 1      |
| ノルウェー (VG-lista)                       | 17     |
| スコットランド (Official Charts Company)    | 5      |
| スウェーデン (Sverigetopplistan)            | 8      |
| スイス (Schweizer Hitparade)                | 15     |
| UK シングルス (OCC)                         | 7      |
| US Billboard Hot 100                        | 3      |
| US Adult Alternative Songs (Billboard)      | 6      |
| US Adult Contemporary (Billboard)           | 5      |
| US Adult Top 40 (Billboard)                 | 1      |
| US Hot Rock & Alternative Songs (Billboard) | 1      |
| US Pop Airplay (Billboard)                  | 2      |
| US Rhythmic (Billboard)                     | 40     |
| US Rock Airplay (Billboard)                 | 3      |

### 年間チャート
| チャート (2012年)                       | 順位 |
| --------------------------------------- | ---- |
| オーストラリア (ARIA)                   | 15   |
| オーストリア (Ö3 Austria Top 40)        | 53   |
| カナダ (Canadian Hot 100)               | 27   |
| イスラエル (Media Forest)               | 5    |
| イタリア (FIMI)                         | 40   |
| オランダ (Dutch Top 40)                 | 37   |
| オランダ (Single Top 40)                | 60   |
| ニュージーランド (Recorded Music NZ)    | 9    |
| スウェーデン (Sverigetopplistan)        | 35   |
| スイス (Schweizer Hitparade)            | 75   |
| UK シングルス (Official Charts Company) | 77   |
| US Billboard Hot 100                    | 14   |
| US Adult Top 40 (Billboard)             | 17   |
| US Mainstream Top 40 (Billboard)        | 30   |
| US Hot Rock Songs (Billboard)           | 13   |

| チャート (2013年)                 | 順位 |
| --------------------------------- | ---- |
| カナダ (Canadian Hot 100)         | 53   |
| フランス (SNEP)                   | 184  |
| US Billboard Hot 100              | 58   |
| US Adult Contemporary (Billboard) | 15   |
| US Adult Top 40 (Billboard)       | 35   |
| US Hot Rock Songs (Billboard)     | 11   |

### 年代末チャート
| チャート (2010年 - 2019年)    | 順位 |
| ----------------------------- | ---- |
| US Billboard Hot 100          | 67   |
| US Hot Rock Songs (Billboard) | 28   |

### オールタイム・チャート
| チャート (1958年 - 2018年) | 順位 |
| -------------------------- | ---- |
| US Billboard Hot 100       | 396  |

## 認定
| 国/地域 | 認定        | 認定/売上数 |
| --- | ----------- | ----------- |
| オーストラリア (ARIA)                                                                                               | 7× Platinum | 490,000     |
| オーストリア (IFPI Austria)                                                                                         | Gold        | 15,000*     |
| カナダ (Music Canada)                                                                                               | 5× Platinum | 400,000*    |
| デンマーク (IFPI Danmark)                                                                                           | Gold        | 15,000^     |
| ドイツ (BVMI) | Gold        | 150,000     |
| イタリア (FIMI) | Platinum    | 30,000*     |
| メキシコ (AMPROFON)                                                                                                 | Gold        | 30,000*     |
| ニュージーランド (RMNZ)                                                                                             | 2× Platinum | 30,000*     |
| スペイン (PROMUSICAE)                                                                                               | Gold        | 30,000      |
| スウェーデン (GLF)                                                                                                  | Platinum    | 40,000      |
| スイス (IFPI Switzerland)                                                                                           | Platinum    | 30,000^     |
| イギリス (BPI) | Platinum    | 600,000     |
| アメリカ合衆国 (RIAA)                                                                                               | 7× Platinum | 7,000,000   |
| ストリーミング |             |             |
| デンマーク (IFPI Danmark)                                                                                           | 2× Platinum | 3,600,000   |
| * 認定のみに基づく売上数 · ^ 認定のみに基づく出荷枚数 · 認定のみに基づく売上数と再生回数 · 認定のみに基づく再生回数 |             |             |